# Wikilibros
Wikilibros (en inglés, Wikibooks), anteriormente llamado Wikimedia Free Textbook Project y Wikimedia-Textbooks, es una iniciativa de la Fundación Wikimedia, creada el 10 de julio de 2003, que tiene como objetivo la elaboración colectiva de obras didácticas de diversa índole, tales como libros de texto, manuales, tutoriales o guías de usuario, bajo una licencia de contenido libre que permite su uso, modificación y distribución sin restricciones.
Se trata de un proyecto hermano de Wikipedia, la enciclopedia libre, y comparte con ella la filosofía wiki, que facilita la participación y colaboración de cualquier persona interesada en aportar sus conocimientos y habilidades. Wikilibros cuenta con versiones en más de 100 idiomas y abarca una amplia gama de temáticas, desde las ciencias naturales y formales hasta las ciencias sociales y humanas, pasando por la informática, la programación, la gastronomía, el ocio y el arte.
El proyecto fue abierto en respuesta al wikipedista Karl Wick, que quería un lugar donde empezar a construir libros de contenido abierto, como los de química orgánica y física para reducir el costo de comprar uno mismo materiales de estudio.
Algunos de los primeros libros fueron originales y otros empezaron a ser copiados de otras fuentes de libros de contenido abierto en Internet. Todo el contenido del sitio está bajo la Licencia Creative Commons Atribución/Compartir-Igual. Debido a eso, al igual que en Wikipedia, el contenido se puede redistribuir manteniendo la misma licencia y la atribución a los autores originales.

## Alcance
La comunidad de Wikilibros trabaja en muchos libros de texto en diferentes lenguas y a distintos niveles educativos, desde primaria hasta niveles universitarios. Al comenzar el año 2011, Wikilibros en español trabaja en 183 libros de tamaño significativo, con un total de 5448 páginas. En total, todos los idiomas de Wikibooks acumulan más de 141 000 páginas o lecciones.
Wikilibros tiene un subproyecto llamado Wikichicos, que se dedica a crear libros educativos para niños de 8 a 12 años de edad.

## Proyectos relacionados
Wikiversidad fue inicialmente un subproyecto de Wikilibros, pero ahora es un proyecto independiente con su propio dominio, dedicado a proyectos de aprendizaje y materiales de estudio.
Wikisource también es un repositorio de libros, pero almacena copias exactas de libros de distribución libre (por ejemplo, libros clásicos que ya están en el dominio público o libros actuales liberados mediante licencia Commons). A diferencia de Wikisource, los libros en Wikilibros son únicamente libros pedagógicos y se están editando y actualizando constantemente.